# Szerbiában történt légi közlekedési balesetek listája
A Szerbiában történt légi közlekedési balesetek listája mind a halálos áldozattal járó, mind pedig a kisebb balesetek, meghibásodások miatt történt, gyakran csak az adott légiforgalmi járművet érintő baleseteket is tartalmazza évenkénti bontásban. A 2008. február 17. után Koszovó területén történt légi közlekedési baleseteket a Koszovóban történt légi közlekedési balesetek listája tartalmazza.

## Szerbiában történt légi közlekedési balesetek

### 1999
- 1999. március 27. 08:15, Buđanovci. Egy SZ–125 Nyeva–M légvédelmi rakétarendszer lelőtte az Amerikai Egyesült Államok Légierejének egyik Lockheed F–117 Nighthawk típusú lopakodó, felderítőgépét. A gép pilótája katapultált és később harctéri kutató-mebtő csapatok kimenekítették.[1][2]
- 1999. november 12., Slakovce. Az olasz Si Fly légitársaság 3275-ös járata, egy ATR 42-300 típusú, F-OHFV lajstromjelű utasszállító repülőgép, a rossz időjárási körülmények és pilótahiba miatt hegyoldalnak csapódott. A gépen utazó 21 utas és 3 fős személyzet életét vesztette.[3][4][5][6]

### 2018
- 2018. április 11., Kovacice közelében. Egy SOKO G–4 Super Galeb típusú harci kiképző repülőgép lezuhant. A két pilóta katapultált a becsapódást megelőzően, egyikük azonban életét vesztette.[7]

### 2019
- 2019. szeptember 9. 15:20, Zimony, Belgrád. Siklóernyőzés közben életét vesztette a 47 éves Dalibor Andonov, művésznevén "Gru", szerb rapper.[8]